# Hrabstwo Logan (Arkansas)

Piramida wieku hrabstwa

Hrabstwo Logan (ang. Logan County) to hrabstwo w stanie Arkansas w Stanach Zjednoczonych. Hrabstwo zajmuje powierzchnię lądową 1 836 km². Według szacunków US Census Bureau w roku 2005 liczyło 22 944 mieszkańców. Siedzibą północnej części hrabstwa jest miasto Paris, a południowej miasto Booneville. 
Hrabstwo należy do nielicznych hrabstw w Stanach Zjednoczonych należących do tzw. dry county, czyli hrabstw gdzie decyzją lokalnych władz obowiązuje całkowita prohibicja.

## Miejscowości
- New Blaine (CDP)
- Booneville
- Blue Mountain
- Caulksville
- Magazine
- Morrison Bluff
- Paris
- Ratcliff
- Scranton
- Subiaco

## Religia
W 2010 roku, 72,9% populacji jest członkami kościołów protestanckich, głównie: baptystów (49,1%), zielonoświątkowców (11,1%) i metodystów (4,8%).
Do innych zauważalnych ugrupowań religijnych należały: Kościół katolicki (6,7%) i świadkowie Jehowy (3 zbory).